# Écutigny
 Écutigny  là một xã ở tỉnh Côte-d’Or trong vùng Bourgogne-Franche-Comté, phía đông nước Pháp. Xã Écutigny nằm ở khu vực có độ cao từ 382-475 mét trên mực nước biển.